# Langlebige Bäume im Iran
Langlebige Bäume im Iran stehen seit 2021 unter der Nummer 6552 auf der Tentativliste zum Welt-Naturerbe im Iran.
Mehr als 2000 Bäume wurden im gesamten Iran identifiziert. Davon sind 398 Bäume Morgenländische Platanen. Die zweithäufigste genannte Art ist die Echte Walnuss, gefolgt vom Persischen Wacholder, Mittelmeer-Zypresse und Atlantischer Pistazie.
Der älteste bekannte Baum ist die Zypresse von Abarqu.
Folgende Auswahl an Bäumen wurden im Antrag aufgeführt:
| Bild           | Name                                  | Art                                                                                    | Stammumfang       | ungefähres Alter (Jahre) | Ort                                                               | Provinz                       |
| -------------- | ------------------------------------- | -------------------------------------------------------------------------------------- | ----------------- | ------------------------ | ----------------------------------------------------------------- | ----------------------------- |
| weitere Bilder | Zypresse von Abarqu                   | Mittelmeer-Zypresse (Cupressus sempervirens)                                           | 9,62 m            | 4000                     | Abarkuh ⊙                                                         | Yazd                          |
|                | Zypresse von Dehpaeed                 | Mittelmeer-Zypresse (Cupressus sempervirens)                                           | 4,45 m            | 600–700                  | Dehpaeed, Chash⊙                                                  | Sistan und Belutschistan      |
|                | Zypresse von Sangang                  | Mittelmeer-Zypresse (Cupressus sempervirens)                                           | 7,57 m            | 3000                     | Sangang, Chash⊙                                                   | Sistan und Belutschistan      |
|                | Zypresse von Soughan                  | Mittelmeer-Zypresse (Cupressus sempervirens)                                           | 9,75 m            | 1450–1500                | Dorf Soughan, Arzuiyeh                                            | Kerman                        |
|                | Sarv-e Zibad                          | Mittelmeer-Zypresse (Cupressus sempervirens)                                           | 6,5 m             | 2000                     | Zibad, Gonabad ⊙                                                  | Razavi-Chorasan               |
|                | Lebensbaum von Asfad                  | Morgenländischer Lebensbaum (Platycladus orientalis)                                   | 7,3 m             | 1025 ± 100               | Dorf Asfad, Birdschand ⊙                                          | Süd-Chorasan                  |
|                | Lebensbaum von Ghorak                 | Morgenländischer Lebensbaum (Platycladus orientalis)                                   | 6,84 m            | 828 ± 100                | Dorf Ghorak, Darmian ⊙                                            | Süd-Chorasan                  |
|                | Lebensbaum von Qaen                   | Morgenländischer Lebensbaum (Platycladus orientalis)                                   | 6,84 m            | 900–950                  | Qaen ⊙                                                            | Süd-Chorasan                  |
|                | Lebensbaum von Mohammadabad           | Morgenländischer Lebensbaum (Platycladus orientalis)                                   | 6,1 m             | 730–780                  | Dorf Mohammadabad, Hajiabad, Zirkuh ⊙                             | Süd-Chorasan                  |
| weitere Bilder | Wacholder von Abarsij                 | Persischer Wacholder (Juniperus polycarpos, Syn.: Juniperus excelsa subsp. polycarpos) | 7,5 m             | 2700–2800                | Dorf Abarsij, Bastam Distrikt, Schahrud ⊙                         | Semnan                        |
|                | Wacholder von Shahrestanak            | Persischer Wacholder (Juniperus polycarpos)                                            | 9,1 m             | 2700–2800                | Dorf Shahrestanak, Karadsch ⊙                                     | Alborz                        |
|                | Wacholder von Sarani                  | Persischer Wacholder (Juniperus polycarpos)                                            | 8,6 m             | 2700–2800                | Dorf Sarani, Schirvan ⊙                                           | Nord-Chorasan                 |
|                | Wacholder von Archeh                  | Persischer Wacholder (Juniperus polycarpos)                                            | 6,95 m            | 1800–1900                | Dorf Archeh, Jajrom                                               | Nord-Chorasan                 |
|                | Wacholder von Badroud                 | Persischer Wacholder (Juniperus polycarpos)                                            | 8,6 m             | 2700–2800                | Dorf Badroud, Firūzkuh                                            | Teheran                       |
|                | Pappel von Nazarali                   | Schwarz-Pappel (Populus nigra)                                                         | 8,12 m            | 300–320                  | Dorf Nazarali, Schirvan                                           | Nord-Chorasan                 |
|                | Pappel von Pholadmahale               | Silber-Pappel (Populus alba)                                                           | 3,55 m            | 200–250                  | Dorf Pholadmahale, Mehdishahr                                     | Semnan                        |
|                | Walnuss von Kalouseh                  | Echte Walnuss (Juglans regia)                                                          | 10,1 m            | 900–950                  | Dorf Kalouseh, Fereydunschahr                                     | Isfahan                       |
|                | Walnuss von Chapanlu                  | Echte Walnuss (Juglans regia)                                                          | 8,17 m            | 600–650                  | Dorf Chapanlu, Schirvan                                           | Nord-Chorasan                 |
|                | Walnuss von Organ                     | Echte Walnuss (Juglans regia)                                                          | 8,1 m bzw. 6,4 m  | 550–600                  | Dorf Organ, Borudschen                                            | Tschahār Mahāl und Bachtiyāri |
|                | Walnuss von Yaroud                    | Echte Walnuss (Juglans regia)                                                          | 9,25 m            | 830–880                  | Dorf Yaroud, West-Alamut Distrikt, Qazvin                         | Qazvin                        |
|                | Walnuss von Yaroud 2                  | Echte Walnuss (Juglans regia)                                                          | 6,85 m            | 600–650                  | Dorf Yaroud, West-Alamut Distrikt, Qazvin                         | Qazvin                        |
|                | Feige von Chelogavmishi               | Banyan-Feige (Ficus benghalensis)                                                      | 3,55 m            | 200–250                  | Dorf Chelogavmishi, Minab                                         | Hormozgan                     |
|                | Eiche vom Mandarka-Wald               | Kastanienblättrige Eiche (Quercus castaneifolia)                                       | 15,45 m           | 550–600                  | Dorf Gavzan Mahale, Babol ⊙                                       | Mazandaran                    |
|                | Eiche vom Vazyar-Wald                 | Kastanienblättrige Eiche (Quercus castaneifolia)                                       | 15,45 m           | 550–600                  | Dorf Gavzan Mahale, Babol                                         | Mazandaran                    |
|                | Eiche von Jalebon                     | Kastanienblättrige Eiche (Quercus castaneifolia)                                       | 7,85 m            | 470–520                  | Dorf Najardeh, Nouschahr                                          | Mazandaran                    |
|                | Eiche von Roudbarak                   | Persische Eiche (Quercus macranthera)                                                  | 315,45 m          | 550–600                  | außerhalb des Dorfes Roudbarak, Mehdishahr                        | Semnan                        |
|                | Platane von Emamzade Shahzade Hossein | Morgenländische Platane (Platanus orientalis)                                          | 21,5 m            | 750–800                  | nach 25 km an der Straße von Karadsch nach Tschalus               | Alborz                        |
|                | Platane von Katali                    | Morgenländische Platane (Platanus orientalis)                                          | 17,9 m            | 850–900                  | Dorf Katali, Jajrom                                               | Nord-Chorasan                 |
|                | Platane von Doushangan                | Morgenländische Platane (Platanus orientalis)                                          | 13 m              | 600–650                  | Dorf Darmian, Darmian                                             | Süd-Chorasan                  |
|                | Platane von Kinj                      | Morgenländische Platane (Platanus orientalis)                                          |                   | 700                      | Dorf Kinj, Nouschahr                                              | Mazandaran                    |
|                | Platane von Sheshnav Hosseinieh       | Morgenländische Platane (Platanus orientalis)                                          | 9,75 m            | 600–700                  | Dorf Katali, Tafresch                                             | Markazi                       |
|                | Platane vor der Saheb-Alzaman-Moschee | Morgenländische Platane (Platanus orientalis)                                          | 17,9 m            | 850–900                  | Dorf Kaldan, Distrikt Hanza Rabor                                 | Kerman                        |
| weitere Bilder | Platane von Osku                      | Morgenländische Platane (Platanus orientalis)                                          | 8 m, 20 m hoch    | 1200                     | Osku ⊙                                                            | Ost-Aserbaidschan             |
|                | Chenar                                | Morgenländische Platane (Platanus orientalis)                                          | 12,2 m, 30 m hoch |                          | Keyzeghan, Sabzevar ⊙                                             | Razavi-Chorasan               |
|                | Pistazie von Rach                     | Atlantische Pistazie (Pistacia atlantica)                                              | 6,85 m            | 800–850                  | außerhalb des Dorfes Rach, Birdschand                             | Süd-Chorasan                  |
|                | Pistazie von Bozpar                   | Pistacia khinjuk                                                                       | 3,7 m             | 550–600                  | in der Nähe der Straße von Buschehr nach Gerehbaladeh und Kāzerūn | Buschehr                      |
|                | Pistazie von Emamzade Jaafar          | Atlantische Pistazie (Pistacia atlantica)                                              | 5,75 m            | 420–470                  | an der Straße von Chahraz nach Khushe, Ardal                      | Tschahār Mahāl und Bachtiyāri |
|                | Christusdorn von Kenarmaktab          | Syrischer Christusdorn (Ziziphus spina-christi)                                        | 9,5 m             | 1100–1200                | Dorf Kenarmaktab, Kazerun                                         | Fars                          |